# Тау-белок
Тау-белок (англ. Microtubule-associated protein tau, MAPT) принадлежит к группе белков, ассоциированных с микротрубочками (MAP). Альтернативный сплайсинг гена MAPT порождает в организме человека шесть известных изоформ белка. Белок часто встречается в нейронах центральной нервной системы (ЦНС), и редко — в других местах, однако слабо экспрессируется в астроцитах и олигодендроцитах ЦНС.
На секрецию белка тау влияет изменение температуры тела при переходе от сна к бодрствованию.. Кроме того изменения температуры тела влияет на фосфорилирование белка тау   .  Поэтому нарушение терморегуляции, вызванное нарушением сна, может способствовать развитию болезни Альцгеймера. Агрегаты (слипшиеся дефектные белки) гиперфосфорилированного тау-белка являются отличительным признаком болезни Альцгеймера, поскольку при болезни Альцгеймера и некоторых других нейродегенеративных заболеваниях избыточно фосфорилированный тау-белок образует нейрофибриллярные клубки, прекращая стабилизировать микротрубочки.
Тау-белок был открыт в 1975 в лаборатории Marc Kirschner, Принстонский университет.